# Hermann Ernst Freund

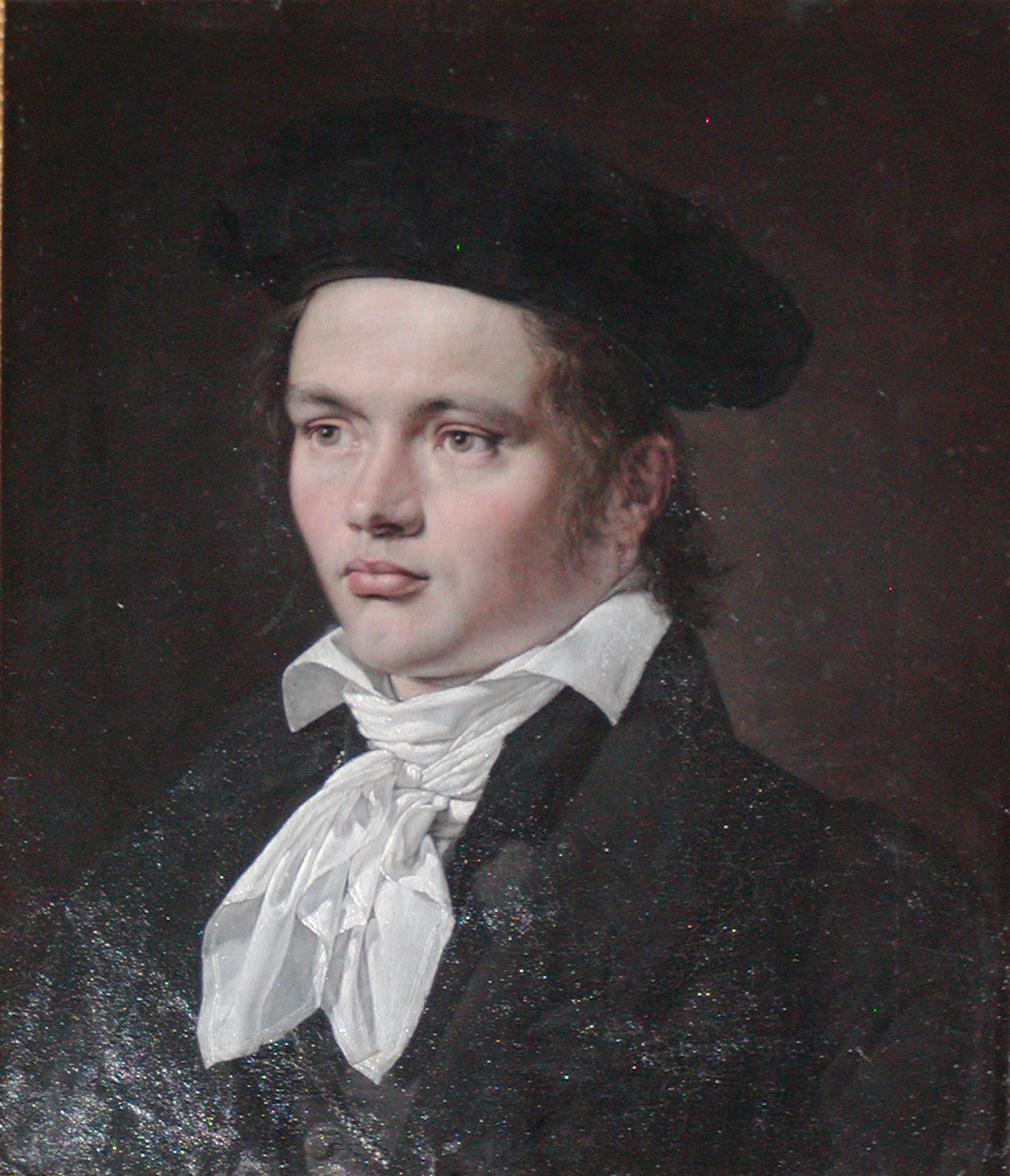
Christian Albrecht Jensen: Hermann Ernst Freund (1819/1820)

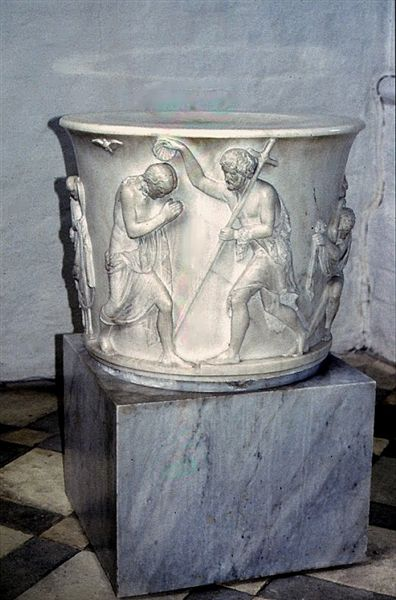
Taufstein der Heilig-Geist-Kirche (Fåborg)

Hermann Ernst Freund (* 15. Oktober 1786 in Uthlede bei Bremen; † 30. Juni 1840 in Kopenhagen) war ein dänischer Bildhauer.

## Leben
Freund besuchte die Akademie in Kopenhagen und ging 1820 nach Rom, wo er in das Atelier Bertel Thorvaldsens trat. Hier hatte er einen wichtigen Anteil an den Arbeiten für die Frauenkirche in Kopenhagen, der Christusstatue und den Aposteln.
Doch schuf er auch einige selbständige Werke: einen Merkur, ein Hirtenmädchen, das ein Lamm trinken lässt, u. a., welche, glücklich erfunden und nicht ohne Feinheit ausgeführt, ihn ganz als Schüler Thorvaldsens zeigen.
Im Jahr 1827 kehrte er nach Kopenhagen zurück, wo er eine rege Tätigkeit als Lehrer und Dirigent des Kunstvereins entfaltete. 1836 vollendete er das Denkmal des Reformators Hans Tausen in Viborg.
Sein Hauptwerk war der Ragnarökfries, der 1841 einen Platz im Schloss Christiansborg fand. Es war eine schwere Aufgabe, die phantastische nordische Sage, in der die Gestalten nur in schwankenden Umrissen erscheinen, plastisch zu verkörpern. Freund verwendete dafür die der griechisch-römischen Antike nachempfundenen Thorwaldsenschen Formen. Doch hatte die Komposition den Vorzug einer energievoll dramatischen Wirkung. Der Fries wurde beim Schlossbrand 1884 vernichtet.
Sein Neffe und Schüler Georg Christian Freund assistierte zeitweise bei der Arbeit. Freund starb als Professor an der Kopenhagener Akademie.